# Dannevigia
Dannevigia is een monotypisch geslacht van straalvinnige vissen uit de familie van naaldvissen (Ophidiidae).

## Soort
- Dannevigia tusca Whitley, 1941